# 特拉弗斯鎮區 (明尼蘇達州尼科萊特縣)
特拉弗斯鎮區（英語：Traverse Township）是位於美國明尼蘇達州尼科萊特縣的一個行政鎮區。

## 地方資料
特拉弗斯鎮區的面積為60.84平方千米，當中陸地面積為58.83平方千米，而水域面積為2.01平方千米。根據2020年美國人口普查的數據，當地共有人口301人，而人口密度為每平方千米4.95人。